# A Keresztapa III.
A Keresztapa III. (The Godfather: Part III) 1990-ben bemutatott színes, amerikai filmdráma Francis Ford Coppola rendezésében, amely Mario Puzo és a rendező közös forgatókönyvéből készült. A főszerepben Al Pacino, Diane Keaton, Talia Shire, Andy García, Eli Wallach, Joe Mantegna, Bridget Fonda, George Hamilton, és Sofia Coppola láthatók. A Keresztapa-trilógia utolsó epizódja, amely lezárja Michael Corleone történetét. A cselekményben két, való életben megtörtént eseményt szerepeltetnek fiktív módon elmesélve: az egyik I. János Pál pápa rejtélyes halála, a másik pedig a vatikáni bankbotrány.
Coppola és Puzo a filmnek eredetileg a "Michael Corleone halála" címet szerették volna adni, ugyanis a Keresztapát egy kétrészes történetként képzelték el, és ez a film lett volna az epilógus. A Paramount Pictures azonban ragaszkodott hozzá, hogy legyen a trilógia harmadik része. A film vegyes kritikákat kapott: dícsérték Pacino és Garcia alakítását, a vágást, a fényképezést, valamint a rendezést, de sok kritika érte a cselekményt és Sofia Coppola színésznői kvalitásait.
A film 1990 karácsonyán került bemutatásra, és hét Oscar-díjra jelölték. 2020-ban Coppola elkészítette a film újravágott verzióját, "Epilógus: Michael Corleone halála" címmel.

## Cselekmény
1979-et írunk. A hatvanéves Michael Corleone elhagyta Lake Tahoe-i birtokát és visszaköltözött New Yorkba. Bűntudata, különösen amiatt, hogy megölette a saját testvérét, Fredót, arra sarkallta, hogy létrehozza a Vito Corleone alapítványt, és azon munkálkodott, hogy vállalkozásait törvényes útra terelje. A film elején a katolikus egyház jótékonykodásai miatt épp a Szent Sebestyén-rend keresztjével tünteti ki. Az esemény után a tiszteletére rendezett ünnepségen megjelenik Kay is, akivel azóta elváltak, valamint a lánya, Mary, és a fia, Anthony, aki az énekesi karrierért feladja a jogi egyetemet. Apja neheztel rá a döntése miatt, de beleegyezik Kay nyomására.
A partin megjelenik Vincent Mancini is, Sonny Corleone törvénytelen fia, aki segítséget szeretne kérni a Keresztapától, mivel konfliktusa támadt Joey Zasával, aki a Corleone család által hátrahagyott törvénytelen üzletet vezeti. Vincent és Zasa összetűzésbe keverednek Michael szobájában: miután az fattyúnak nevezi őt, Vincent megharapja Zasa fülét. Michael, akit aggaszt a fiú temperamentuma, de lenyűgözi hűsége, a szárnyai alá veszi őt. Még aznap éjjel két fegyveres tör Vincent életére a lakásán, de kudarcot vallanak, és ő végez velük. Michael megtudja, hogy a vatikáni bank vezetője, Gilday érsek jókora adósságot halmozott fel, ezért ajánlatot tesz: 600 millió dollárt kínál fel az Internazionale Immobiliare részvényeiért - ez egy nemzetközi ingatlanbefektetési cég, és az üzlettel ő lenne a legnagyobb, részvényes. Az üzlettel a Vatikán átadná a maga 25 százalékos részesedését, ezzel Michael már beleszólással élheztne a cég ügyeibe. Az ajánlatot elfogadják, és megküldik a pápának jóváhagyás céljából.
Don Altobello, egy öreg maffiózó közli Michaellel, hogy régi partnerei szeretnének beszállni az üzletbe, hogy ott mossák tisztára a pénzüket. Michael ellenzi az ötletet, de később mégis összehív egy találkozót Atlantic Citybe, ahol kifizeti a maffiózókat a las vegasi érdekeltségük vagyonából. Zasa nem kap semmit, mire ő feldühödve távozik, az ellenségének kikiáltva Michaelt, majd Don Altobello is elsiet. Percekkel később egy helikopter jelenik meg az épület felett, és tüzet nyit a tetőablakra. Majdnem minden jelenlévő meghal, de Michaelt Vincent ki tudja menekíteni. Aznap este rájön, hogy Don Altobello volt a merénylet kitervelője, majd még aznap este diabéteszes rohamot kap, és kórházba kell őt szállítani. Eközben Vincent és Michael lánya, Mary között szerelem bontakozik ki, annak ellenére, hogy unokatestvérek. Vincent bosszút forral Zasa ellen, melynek végén meg is öli őt. Michael ezt hallván haragra gerjed, és megtiltja Vincentnek, hogy a lányának udvaroljon - azért, mert első unokatestvérek, és azért is, mert a fiú az alvilágban tevékenykedik.
A család Szicíliába megy, hogy megnézzék Anthony fellépését az operában, és hogy megkössék a Vatikánnal az üzletet. Olasz földön Michael arra kéri Vincentet, hogy színleljen árulást Don Altobello előtt. Altobello elhiszi a mesét, és megismerteti Vincentet Licio Lucchesivel, aki az Immobiliare elnöke. Mindeközben Michael meggyónja bűneit Lamberto bíborosnak, a küszöbön álló pápaválasztás egyik esélyesének, köztük azt is, hogy megölette Fredót. Lamberto a gyónás végén azt mondja neki, hogy megérdemli, hogy a bűnei miatt szenvedjen, de még megváltást nyerhet. Feloldozást nyer, majd rájön, hogy az egész Immobiliare-üzlet egy jól kitervelt átverés, amit Lucchesi, Gilday, és a vatikáni könyvelő Frederick Keinszig eszeltek ki.
Vincent figyelmezteti Michaelt, hogy Don Altobello felbérelt egy hírhedt bérgyilkost, Moscát, hogy végezzen vele. Mosca és a fia magukat papnak álcázva megölik Don Tommassinót, Michael öreg barátját. Temetésén Michael megfogadja, hogy soha többé nem követ el bűnöket. Kay is Szicíliába érkezik, ahol Michael körbevezeti őt, és a bocsánatáért könyörög. Kiderül, hogy még mindig szeretik egymást. Mindeközben a Vatikánban Lamberto bíborost pápává választják, I. János Pál néven, aki hajlandó az Immobiliare-üzletbe belemenni. Az üzletet ellenzők szeretnék eltüntetni a nyomokat, ezért megmérgezik a pápát. Michael, aki látja, hogy mennyit komolyodott unokaöccse, átadja Vincentnek a bosszú beteljesítésének jogát, egyben megteszi őt az új Keresztapának. Ezért cserébe csak annyit kér, hogy hagyja békén Maryt. A család ezután Palermóba utazik Anthony fellépésére.
Michael emberei sorra leszámolnak a megbízókkal. Keinsziget megfojtják majd lelógatják egy hídról, hogy öngyilkosságnak tűnjön a halála. Don Altobellóval egy mérgezett cannoli segítségével végeznek. Lucchesit a saját szemüvegével ölik meg, Gildayt pedig lelövik. Mosca és fia mégis bejutnak az operába, ahol előadás közben akarnak végezni Michaellel. Ez nem sikerül nekik, de az előadás végén, a kijáratnál előállt kavarodásban Mosca tüzet nyit. Golyói azonban nem Michaelt, hanem Maryt sebzik halálra. Michael a fájdalomtól szinte eszét veszti. A film zárójelenetében az idős és magányos Michael Corleone szicíliai kertjében egyedül hal meg.

## Szereplők
| Szerep                           | Színész          | Magyar hang             | Magyar hang             |
| Szerep                           | Színész          | 1. szinkron (1991)      | 2. szinkron (1997)      |
| -------------------------------- | ---------------- | ----------------------- | ----------------------- |
| Don Michael Corleone             | Al Pacino        | Végvári Tamás           | Végvári Tamás           |
| Kay Adams                        | Diane Keaton     | Egri Márta              | Kovács Nóra             |
| Vincent Mancini                  | Andy García      | Rékasi Károly           | Selmeczi Roland         |
| Connie Corleone Rizzi            | Talia Shire      | Földessy Margit         | Vándor Éva              |
| Mary Corleone                    | Sofia Coppola    | Fazekas Zsuzsa          | Náray Erika             |
| Anthony Vito Corleone            | Franc D’Ambrosio | Lux Ádám                | Széles Tamás            |
| Andrew Hagen atya                | John Savage      | Végh Péter              | N/A                     |
| Don Tommasino                    | Vittorio Duse    | (eredeti olasz nyelven) | (eredeti olasz nyelven) |
| Don Altobello                    | Eli Wallach      | Benkő Gyula             | Szabó Ottó              |
| Joey Zaza                        | Joe Mantegna     | Szersén Gyula           | Papp János              |
| Grace Hamilton riporter          | Bridget Fonda    | Radó Denise             | Incze Ildikó            |
| Lamberto bíboros, pápa           | Raf Vallone      | Mádi Szabó Gábor        | Bács Ferenc             |
| Gilday érsek                     | Donal Donnelly   | Kun Vilmos              | Versényi László         |
| Frederick Keinszig bankár        | Helmut Berger    | Hollósi Frigyes         | Cs. Németh Lajos        |
| Don Lucchesi                     | Enzo Robutti     | Kristóf Tibor           | Bodor Tibor             |
| Mosca, bérgyilkos                | Mario Donatone   | (eredeti olasz nyelven) | (eredeti olasz nyelven) |
| B.J. Harrison pénzügyi tanácsadó | George Hamilton  | Juhász Jácint           | Mihályi Győző           |
| Johnny Fontane énekes            | Al Martino       | Bitskey Tibor           | Pathó István            |
| Calo                             | Franco Citti     | Jakab Csaba             | Gruber Hugó             |
| Al Neri                          | Richard Bright   | Pusztai Péter           | Uri István              |

## Díjak és jelölések
Arany Málna díj (1991)
- díj: legrosszabb új sztár (Sofia Coppola)
- díj: legrosszabb mellékszereplő (Sofia Coppola)

Oscar-díj (1991)
- jelölés: legjobb film (Francis Ford Coppola)
- jelölés: legjobb rendező (Francis Ford Coppola)
- jelölés: legjobb operatőr (Gordon Willis)
- jelölés: legjobb férfi mellékszereplő (Andy Garcia)
- jelölés: legjobb látványtervezés (Gary Fettis, Dean Tavoularis)
- jelölés: legjobb eredeti filmzene (John Bettis, Carmine Coppola)
- jelölés: legjobb vágás (Barry Malkin, Lisa Fruchtman, Walter Murch)

Golden Globe-díj (1991)
- jelölés: legjobb filmdráma
- jelölés: legjobb rendező
- jelölés: legjobb filmzene (Carmine Coppola)
- jelölés: legjobb betétdal (Carmine Coppola – John Bettis: Promise Me You'll Remember)
- jelölés: legjobb férfi főszereplő (filmdráma) (Al Pacino)
- jelölés: legjobb férfi mellékszereplő (Andy Garcia)
- jelölés: legjobb forgatókönyv (Francis Ford Coppola, Mario Puzo)

Fotogramas de Plata (1992)
- díj: legjobb külföldi film (Francis Ford Coppola)

American Society of Cinematographers (1991)
- jelölés: legjobb operatőr (Gordon Willis)

Directors Guild of America (1991)
- jelölés: legjobb rendezés (Francis Ford Coppola)